# بیل آدامز (بازیکن فوتبال، زاده ۱۹۲۱)
بیل آدامز (انگلیسی: Bill Adams; ۱۰ مهٔ ۱۹۲۱ – ژوئن ۱۹۹۷) بازیکن فوتبال اهل بریتانیا بود.
از باشگاه‌هایی که در آن بازی کرده‌است می‌توان به باشگاه فوتبال پلیموث آرگیل اشاره کرد.